# Ditrachybothridium macrocephalum
Espèce
Ditrachybothridium macrocephalum est une espèce de parasites cestodes de la famille des Echinobothriidae.

## Publication originale
- (en) Florence Gwendolen Rees, « Ditrachybothridium macrocephalum gen.nov., sp.nov., a cestode from some elasmobranch fishes », Parasitology, Cambridge University Press, vol. 49, nos 1-2,‎ mai 1959, p. 191-209 (ISSN 0031-1820 et 1469-8161, OCLC 1714177, PMID 13657528, DOI 10.1017/S0031182000026822).